# Easher Parker
Easher Parker es una modelo y reina de belleza de la isla de Turcas y Caicos que será la representante de su nación a Miss Universo 2011, ella mide 1.69 (5 pies y 9 pulgadas).

## Reina

### Miss Turks and Caicos Universe 2011
Parker, que mide 1,69 m (5 pies 6 pulgadas), compitió como una de las finalistas en el concurso Miss Islas Turcas y Caicos 2011, celebrada el 8 de junio de 2011 en el Hotet Regent Palms en Grace Bay, ganando el derecho a la representar a su isla en miss Universo 2011.

### Miss Universo 2011
Como la representante oficial de las Islas Turcas y Caicos para el concurso de Miss Universo 2011, transmitido en vivo desde São Paulo, Brasil el 12 de septiembre de 2011, Parker se disputó la corona de la  Miss Universo 2010 Ximena Navarrete,lamentablemente Easher no logró pasar al grupo de semifinalista.